# Moulin à vent Antoine-Jetté
Ne doit pas être confondu avec Moulin à vent Grenier.

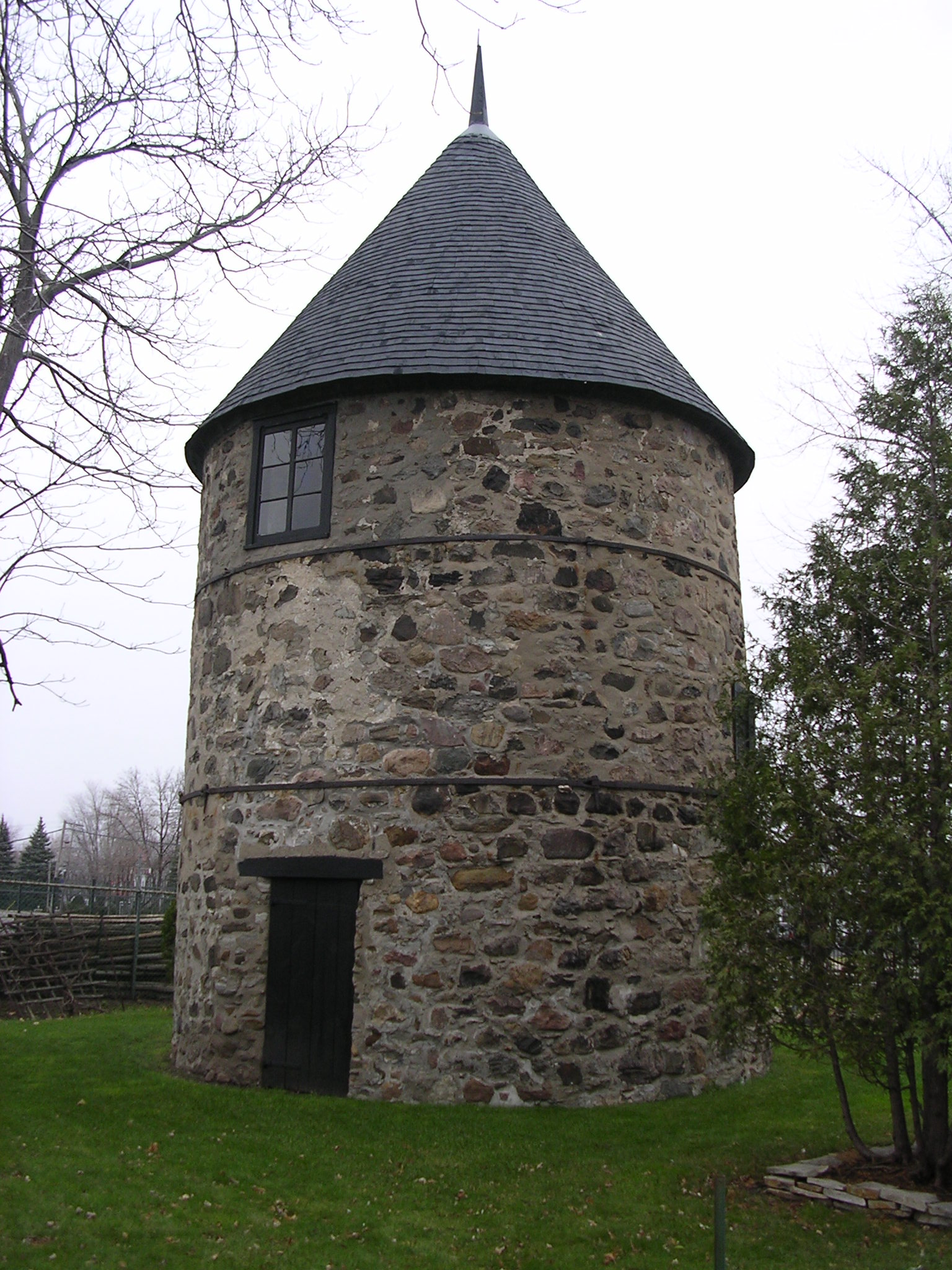
L'autre face du Moulin Antoine-Jetté à Repentigny, en 2005

Le moulin à vent Antoine-Jetté est situé à Repentigny dans la région administrative de Lanaudière au Québec. De forme cylindrique, il a été construit en pierre en 1823 et est resté en activité près d’un siècle. Le mécanisme interne d'origine est toujours en place. Le moulin à vent est classé monument historique en 1976. Il est entouré d'une aire de protection. À proximité se trouve le moulin à vent Grenier, lui aussi classé. Ces deux moulins comptent parmi les 18 derniers moulins à vent du Québec.

## Identification
- Nom du bâtiment : Moulin à vent Antoine-Jetté
- Autre nom :
- Adresse civique : 859, rue Notre-Dame Est
- Municipalité : Repentigny (Québec)
- Propriété : Privée

## Construction
- Date de construction : 1823
- Nom du constructeur :
- Nom du propriétaire initial : Antoine Jetté

## Chronologie
(août 2011).
- Évolution du bâtiment :
- Autres occupants ou propriétaires marquants :
  - 1830 : loué pour une durée de 19 ans à la société formée de Stuart Maitlam, meunier, et John Magire, fermier, de Repentigny
  - 1843 : Joseph Laporte, cordonnier, qui continue de le louer
  - 1888 : le fils Laporte, qui l'exploite
  - 1896 : Arthur Léveillé
  - 1959 : famille Séguin
  - 2008 : Yvan Robert et Lucille Lavoie
- Transformations majeures :
  - vers 1910 : arrête de tourner

Le moulin à vent Antoine-Jetté a été classé monument historique le 17 mars 1976. Une aire de protection autour du monument fut décrété le 27 novembre 1978.

## Architecture
- « moulin de pierres mû par le vent »

## Mise en valeur
- Constat de mise en valeur :
- Site d'origine : Oui
- Constat sommaire d'intégrité :
- Responsable :

## Note
Le plan de cet article a été tiré du Grand répertoire du patrimoine bâti de Montréal et de l'Inventaire des lieux de mémoire de la Nouvelle-France.

### Webographie
- Site du Répertoire du patrimoine culturel du Québec
- Images du moulin Jetté
- Moulin à vent Antoine-Jetté : Description du lieu patrimonial